# Kyle Fogg
Kyle Fogg (Brea (Califórnia), 27 de janeiro de 1990) é um basquetebolista profissional estadunidense, atualmente joga no Zhejiang Lions. O atleta que joga na posição armador possui 1,91m de altura e pesa 85kg.

## Ligações Externas
- Kyle Fogg no X